# 小林八右衛門
小林 八右衛門（こばやし はちえもん、1869年8月29日（明治2年7月22日） - 1939年（昭和14年）1月1日）は、明治から昭和時代初期の政治家、銀行家。貴族院多額納税者議員。前名は八重郎。

## 経歴
小林小太郎の長男として、のちの山梨県南巨摩郡増穂村（増穂町を経て、現在の富士川町）に生まれる。1901年（明治34年）2月、家督を相続する。山梨県立甲府中学校、早稲田専門学校を経て、東京法学院を卒業し、増穂村学務委員となる。ついで所得税調査委員、増穂村会議員、山梨県会議員、小林銀行頭取、山梨農工銀行監査役、山梨貯蓄銀行取締、有信銀行監査役、同取締役を歴任する。ほか、南巨摩郡立第一養蚕伝習所長などを務めた。
1923年（大正12年）11月に山梨県多額納税者として補欠選挙で貴族院議員に互選され、同年12月9日から1925年（大正14年）9月28日まで在任した。

## 親族
- 父：小林小太郎（貴族院多額納税者議員）
- 妹: はなよ(山梨県多額納税者大木親雄妻、娘静子の岳父は貴族院多額納税者議員河西豊太郎)
- 親戚:大橋新太郎 (貴族院議員)
- 親戚大森慶次郎 (貴族院議員)